# Jelica Pavličić
Jelica Pavličić, po mężu Štefančić (ur. 4 lutego 1954 w Slunju) – chorwacka lekkoatletka, sprinterka. Podczas swojej kariery reprezentowała Jugosławię.
Odpadła w półfinałach biegu na 100 metrów i biegu na 200 metrów na mistrzostwach Europy juniorów w 1970 w Paryżu.
Zdobyła złoty medal w biegu na 400 metrów na halowych mistrzostwach Europy w 1974 w Göteborgu. Zajęła 8. miejsce w tej konkurencji na mistrzostwach Europy w 1974 w Rzymie.
Na letniej uniwersjadzie w 1975 w Rzymie Pavličić zdobyła brązowe medale w biegach na 200 metrów i na 400 metrów. Zwyciężyła w biegu na 400 metrów i zdobyła srebrny medal w biegu na 100 metrów na igrzyskach śródziemnomorskich w 1975 w Algierze.
Zdobyła srebrny medal w biegu na 400 metrów na halowych mistrzostwach Europy w 1976 w Monachium, ulegając jedynie Ricie Wilden z RFN. Odpadła w przedbiegach tej konkurencji na igrzyskach olimpijskich w 1976 w Montrealu. Na halowych mistrzostwach Europy w 1977 w San Sebastián wywalczyła brązowy medal na tym dystansie, za Maritą Koch z NRD i Veroną Elder z Wielkiej Brytanii. Ponownie zwyciężyła w biegu na 400 metrów, a także zdobyła złoty medal w sztafecie 4 × 400 metrów na igrzyskach śródziemnomorskich w 1979 w Splicie.
Zdobywała złote medale na mistrzostwach krajów bałkańskich: w 1973 w biegach na 100 metrów i na 200 metrów, w 1974 w biegach na 100 metrów, 200 metrów i 400 metrów oraz w 1975 i 1976 w biegu na 400 metrów.
3 sierpnia 1974 w Sofii (podczas mistrzostw krajów bałkańskich) Pavličić ustanowiła czasem 50,98 s najlepszy wynik na świecie w biegu na 400 metrów mierzony automatycznie (rekord świata mierzony ręcznie wynosił wówczas 49,9 s i należał do Ireny Szewińskiej; pomiar automatyczny zaczął obowiązywać dla oficjalnych rekordów świata od 1977).
Była mistrzynią Jugosławii w biegu na 100 metrów w latach 1971 i 1973–1975, w biegu na 200 metrów w latach 1972–1977, w biegu na 400 metrów w latach 1974–1977 i 1979, w biegu na 400 metrów przez płotki w 1977 oraz w sztafecie 4 × 100 metrów w 1975.
Wielokrotnie ustanawiała rekordy Jugosławii: w biegu na 100 metrów do czasu 11,1 s (pomiar ręczny, 1 czerwca 1975 w Zagrzebiu) i 11,55 s (pomiar automatyczny, 2 sierpnia 1974 w Sofii), w biegu na 200 metrów do czasu 23,1 s (pomiar ręczny, 1 czerwca 1975 w Zagrzebiu) i 23,14 s (pomiar automatyczny, 3 sierpnia 1974 w Sofii), w biegu na 400 metrów do czasu 50,98 s (3 sierpnia 1974 w Sofii), w sztafecie 4 × 100 metrów do czasu 44,95 s (4 sierpnia 1974 w Sofii) oraz w sztafecie 4 × 400 metrów rezultatem 3:38,91 (28 września 1979 w Splicie).
Do tej pory (maj 2021) jest rekordzistką Chorwacji w biegu na 200 metrów oraz halową rekordzistką tego kraju w biegu na 400 metrów (52,47 s uzyskane 22 lutego 1976 w Monachium).